# Shayne Ward (álbum)
Shayne Ward es el álbum debut, homónimo de Shayne Ward, ganador de la segunda edición de X Factor británico. Salió a la venta el 17 de abril de 2006 y debutó en el "top position" de Irlanda y Reino Unido. Está certificado como disco de platino por vender 510 000 copias. 
El disco fue número uno en ocho países, vendiendo más de 792,275 copias. Destacan los sencillos "That's My Goal", "No Promises y Stand by Me.

## Lista de canciones
| #   | Título                       |      |
| --- | ---------------------------- | ---- |
| 1.  | "That's My Goal"             | 3:41 |
| 2.  | "No Promises"                | 3:44 |
| 3.  | "Stand by Me"                | 4:15 |
| 4.  | "All My Life                 | 4:26 |
| 5.  | "You're Not Alone"           | 3:53 |
| 6.  | "I Cry"                      | 4:21 |
| 7.  | "What About Me               | 3:22 |
| 8.  | "Back at One"                | 3:37 |
| 9.  | "Someone to Love"            | 4:10 |
| 10. | "Something Worth Living For" | 4:07 |
| 11. | "A Better Man"               | 4:14 |
| 12. | "Next to Me"                 | 3:06 |

- Pistas adicionales (Reino Unido)

| #   | Título                                       |      |
| --- | -------------------------------------------- | ---- |
| 13. | "Over the Rainbow" [directo en The X Factor] | 2:20 |

- Datos: Q2622511